# Port LaBelle
Port LaBelle – jednostka osadnicza w Stanach Zjednoczonych, w stanie Floryda, w hrabstwie Hendry.